# 泰朗库尔
泰朗库尔（法語：Tellancourt，法語發音：[tɛlɑ̃kuʁ]）是法国默尔特-摩泽尔省的一个市镇，位于该省西北部，属于布里埃区。

## 地理
泰朗库尔（49°30'29"N, 5°38'0"E）面积3.76 平方千米，位于法国大東部大區默尔特-摩泽尔省，该省份为法国东北部内陆省份，是洛林的一部分，北邻比利时、卢森堡，北起顺时针与摩泽尔省、下莱茵省、孚日省和默兹省接壤。
与泰朗库尔接壤的市镇（或旧市镇、城区）包括：维尔通、弗雷努瓦拉蒙塔涅、隆吉永、圣庞克雷。

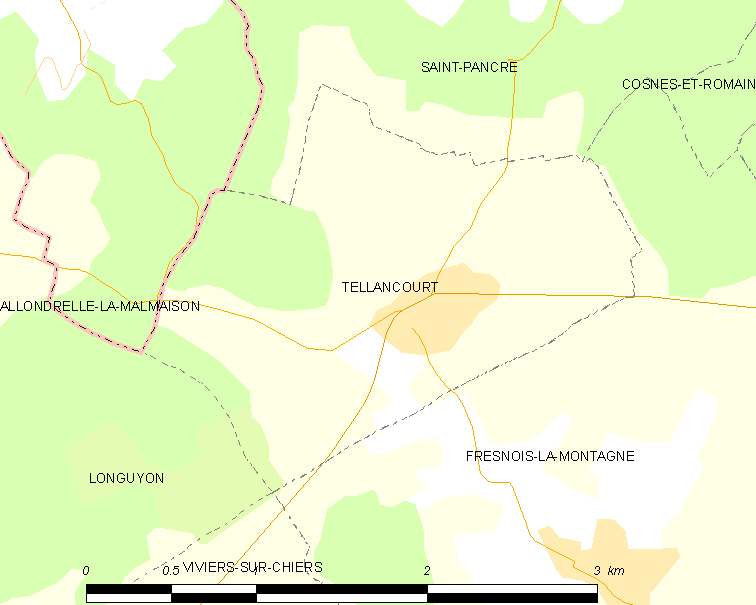
泰朗库尔的OSM定位图

泰朗库尔的时区为UTC+01:00、UTC+02:00（夏令时）。

## 行政
泰朗库尔的邮政编码为54260，INSEE市镇编码为54514。

## 政治
泰朗库尔所属的省级选区为蒙圣马丹县。

## 人口

1962-2008年间泰朗库尔人口变化图示

泰朗库尔于2022年1月1日时的人口数量为638人。